# Ernst Hahn (Politiker, 1865)
Ernst Hahn (* 22. April 1865 in Breslau; † 17. März 1940 in Berlin-Wilmersdorf) war ein deutscher Jurist und konservativer Kommunalpolitiker.

## Leben
Der Sohn eines Professors der Theologie wuchs in Breslau auf. Nach seinem einjährigen Freiwilligendienst beim Militär studierte er in Heidelberg Jura und Verwaltung. 1891 promovierte er zum Dr. jur., war zwei Jahre als Gerichtsassessor und Helfer bei einem Rechtsanwalt tätig, bevor er dann zum Stadtrat von Dessau gewählt wurde.
1896 wählte man ihn in den Landtag des Herzogtums Anhalt und zum Oberbürgermeister von Zerbst.
Am 1. April 1901 übernahm er das Amt des Amts- und Gemeindevorstehers von Boxhagen-Rummelsburg und übte es bis zum 1. April 1912 aus. In seine Amtszeit fiel die rasante Entwicklung von Wohnungsbau, Verkehr und Industrie in der Gemeinde. Dennoch war das Geld knapp. Eine Eingemeindung nach Berlin schlug fehl, so dass man sich der Stadt Lichtenberg anschloss. Das Ende seiner Amtszeit bedeutete auch das Ende der kommunalen Selbstständigkeit von Boxhagen-Rummelsburg und seine Eingemeindung nach Lichtenberg.
Hahn residierte im Rathaus an der Türrschmidtstraße 24, ab 1912 als Stadthaus bezeichnet. Heute ist der Teil des Rathauses, der den Zweiten Weltkrieg überdauerte, in das Museum Lichtenberg im Stadthaus integriert.
Hahn arbeitete nach dem Rückzug aus dem öffentlichen Amt bei einer Versicherung in Wilmersdorf.
Sein Nachlass befindet sich seit 2015 im Museum Lichtenberg.

## Familie
Seit 1893 war Ernst Hahn mit Katharina Reulecke verheiratet und hatte mit ihr eine Tochter.

## Ehrungen
- Oberregierungsrat

- Roter Adlerorden IV. Klasse
- 1912 wurde die Hahnstraße nach ihm benannt. Sie führte von der Boxhagener Straße zur Wühlischstraße (zum Wühlischplatz). 1970–1972 wurde sie mit der Zilleschule und deren Turnhalle überbaut und aufgehoben.[4][5]

## Weblink
- Dirk Moldt: Eine Straße ohne Häuser – die Hahnstraße. In: Friedrichshainer ZeitZeiger vom Mai 2015